# Trigonostemon
Trigonostemon Blume es un género de plantas perteneciente a la familia Euphorbiaceae y es el único miembro de la tribu (Trigonostemoneae). Comprende 50 a 60 especies encontrándose desde la India a Australia.

## Especies
- Trigonostemon bonianus
- Trigonostemon capitellatus
- Trigonostemon cherrieri
- Trigonostemon chinensis
- Trigonostemon fragilis
- Trigonostemon inopinatus
- Trigonostemon laevigatus
- Trigonostemon longifolius
- Trigonostemon magnificum
- Trigonostemon merrillii
- Trigonostemon polyanthus
- Trigonostemon reidioides
- Trigonostemon salicifolius
- Trigonostemon stellaris